# Üvöltés (album)
Az Üvöltés Földes László bluesénekes első nagylemeze, amely 1987-ben jelent meg, 1996-ban pedig CD-n. Az album Allen Ginsberg közreműködésével készült el, az ő versei hangzanak el Földes tolmácsolásában.

## Számlista
Az összes szám szerzője Allen Ginsberg. 
| 1.    | Gospel Noble Truths (Nemes Igazságok Evangéliuma) | 4:33  |
| 2.    | Könnygáz Rag (Tear Fas Rag)                       | 1:37  |
| 3.    | Guru Blues                                        | 5:04  |
| 4.    | Jöjj vissza Karácsony (Come Back Shistmas)        | 3:45  |
| 5.    | Kávéház Varsóban (Café in Warsaw)                 | 4:45  |
| 6.    | Sickness Blues (Betegség blues)                   | 4:58  |
| 7.    | Üvöltés (Howl)                                    | 26:50 |
| 49:72 |                                                   |       |

## Közreműködők
- Földes László – ének, vers
- Allen Ginsberg – ének, indiai harmónium
- Fuchs László – zongora, orgona
- Tóth János Rudolf – gitár, hegedű, ének
- Póka Egon  – basszusgitár
- Döme Dezső – dob
- Póka Egon – zenei rendező
- Ottó Tivadar – hangmérnök
- Pólya Zoltán – fotók
- Pálfi György – grafika

## Külső hivatkozások
- Hivatalos oldal